# 稲葉京子
稲葉 京子（いなば きょうこ、1933年6月1日 - 2016年11月19日）は、日本の歌人。歌誌「短歌」選者。
愛知県江南市生まれ。本名は大竹京子。1952年愛知県立尾北高等学校卒。小学校教師となるが、体力がなく翌年退職。童話を書くようになり、与田準一の紹介で同人誌「童話」に入会。1957年『婦人朝日』に投歌、選者の大野誠夫の薦めで「砂廊」（のち「作風」）入会。同年、「中部短歌会」にも入会。1958年銀行員と結婚。
童話を書いていた経験から、初期作品は少女の夢想のような物語性が濃い。第一歌集『ガラスの檻』は青井史に「現代のメルヘン」と評された。後年は人生の悲哀を深く見つめた作風へと変化した。

## 受賞歴
- 1960年、「小さき宴」で第6回角川短歌賞受賞。
- 1981年、『槐の傘』で第6回現代短歌女流賞受賞。
- 1990年、「白蛍」で第26回短歌研究賞受賞。
- 2006年、『椿の館』で第21回詩歌文学館賞および第4回前川佐美雄賞受賞。

## 著書
- 『ガラスの檻』砂子屋書房 1961 現代短歌社 第1歌集文庫 2013
- 『柊の門』桜桃書林　1975
- 『槐の傘』　1981
- 『桜花の領 稲葉京子歌集』短歌新聞社 昭和歌人集成　1984
- 『稲葉京子集』牧羊社 現代短歌入門自解100歌選　1986
- 『葛原妙子 鑑賞・現代短歌』本阿弥書店 1992
- 『稲葉京子歌集』砂子屋書房 現代短歌文庫　1993
- 『紅梅坂 稲葉京子歌集』砂子屋書房 1996
- 『秋の琴 歌集』短歌研究社 1997
- 『紅を汲む 稲葉京子歌集』短歌新聞社 現代女流短歌全集　1999
- 『天の椿 稲葉京子歌集』雁書館 中部短歌叢書 2000
- 『宴 稲葉京子歌集』砂子屋書房 中部短歌叢書 2002
- 『風よりも 稲葉京子自選歌集』短歌新聞社 新現代歌人叢書　2005
- 『椿の館 稲葉京子歌集』短歌研究社 中部短歌叢書　2005
- 『花あるやうに 稲葉京子歌集』角川短歌叢書　2006
- 『忘れずあらむ 歌集』不識書院 中部短歌叢書　2011